# Karlo Matković

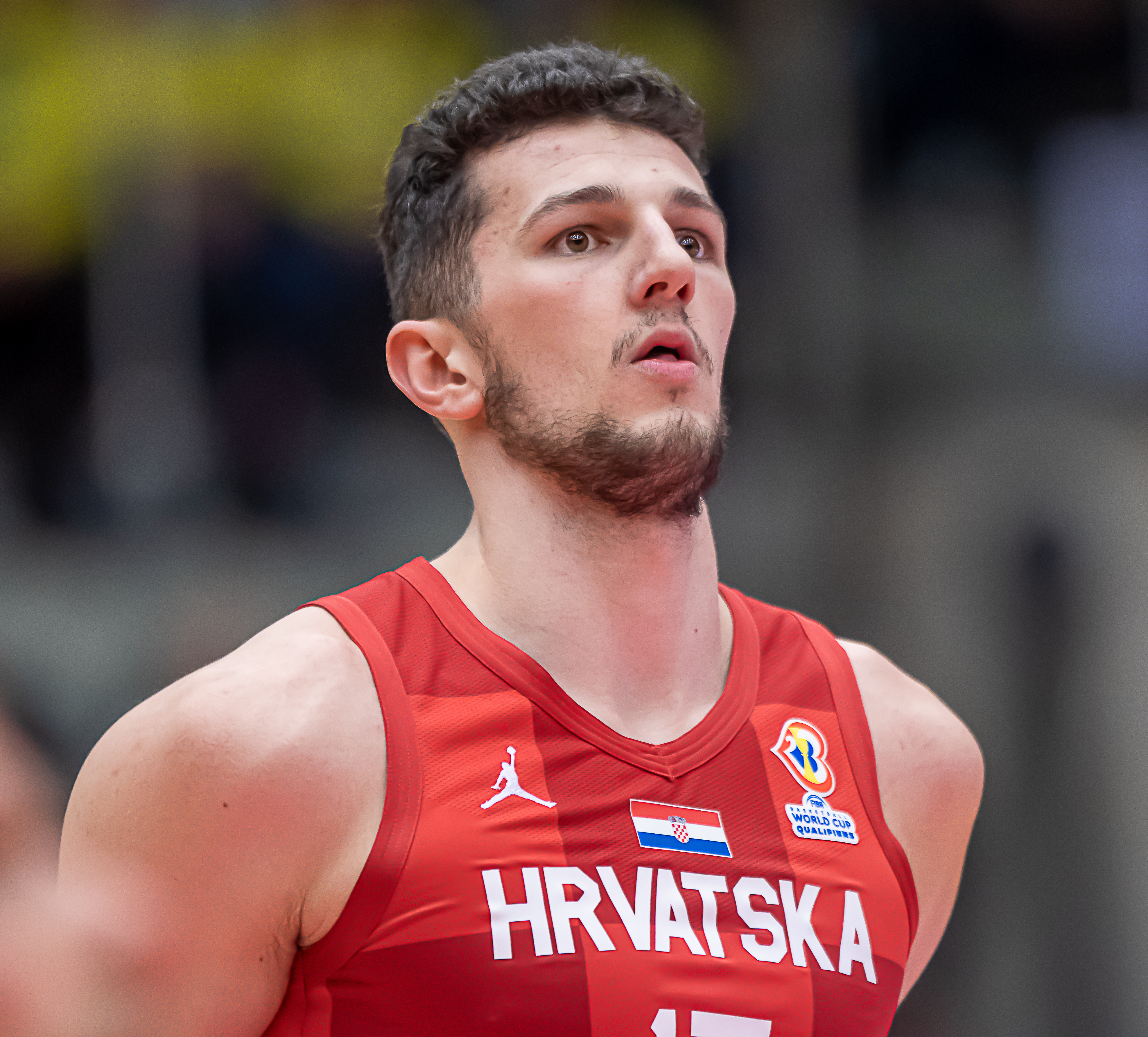
Karlo Matković, 2022.

Karlo Matković, född 30 mars 2001 i Livno i Bosnien och Hercegovina, är en kroatisk-bosnisk professionell basketspelare (C/PF) som spelar för New Orleans Pelicans i National Basketball Association (NBA).
Han har också spelat som proffs i Kroatien, Slovenien och Serbien.
Matković draftades av New Orleans Pelicans i andra rundan i 2022 års draft som 52:a spelare totalt.